# Last Man Standing (filme)
Last Man Standing (br: O Último Detetive | pt: O Último a Cair) é um filme de ação e artes marciais produzido nos Estados Unidos em 1995, escrito e  dirigido por Joseph Merhi.

## Sinopse
Ao partir em busca de vingança contra os homens que mataram seu parceiro, policial dá de cara com o próprio chefe. Para não ser assassinado, ele é forçado a fugir com a esposa, sendo perseguido por policiais e bandidos.

## Elenco
- Jeff Wincott ... Det. Kurt Bellmore
- Jillian McWhirter ... Anabella Bellmore
- Jonathan Fuller ... 'Snake' Underwood
- Steve Eastin 	... Lt. Darnell Seagrove